# Криштоф Данек
Криштоф Данек (чеськ. Kryštof Daněk, нар. 5 січня 2003, Оломоуць) — чеський футболіст, півзахисник празької «Спарти» і молодіжної збірної Чехії. На умовах оренди грає за австрійський клуб ЛАСК (Лінц).

## Клубна кар'єра
Народився 5 січня 2003 року в Оломоуці. Вихованець футбольної школи клубу «Сігма» (Оломоуць). Дорослу футбольну кар'єру розпочав 2019 року в основній команді того ж клубу, в якій провів три сезони, взявши участь у 55 матчах чемпіонату. 
2022 року перйшов до лав празької «Спарти».
До складу клубу «Спарта» II приєднався 2022 року. Станом на 3 липня 2023 року відіграв за дублерів празького клубу 3 матчі в національному чемпіонаті.

## Виступи за збірні
2017 року дебютував у складі юнацької збірної Чехії (U-17), загалом на юнацькому рівні взяв участь у 3 іграх.
Із 2021-го року залучається до складу молодіжної збірної Чехії.

## Титули і досягнення
- Чемпіон Чехії (1):

«Спарта» (Прага): 2022-2023